# The Honey Bee
The Honey Bee è un film muto del 1920 scritto e diretto da Rupert Julian, basato sull'omonimo romanzo di Samuel Merwin pubblicato a New York nel 1901. Il film fu interpretato da Marguerita Sylva, un mezzo-soprano belga d'opera e d'operetta. Al suo fianco, Thomas Holding, Nigel Barrie, Albert Ray, George Hernandez.

## Trama

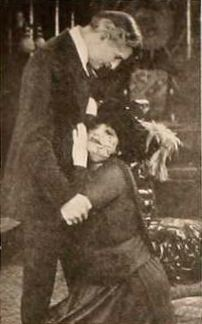
Thomas Holding e Marguerite Sylva

Hilda Wilson si trova in Europa dove intraprende una carriera di donna d'affari di successo. La donna ha lasciato gli Stati Uniti in seguito a un'infelice storia d'amore con un uomo sposato. Durante una vacanza, Hilda incontra alcuni uomini di spettacolo. Quando una delle donne si ammala, Hilda si prende cura del suo bambino, affezionandosi a lui quasi fosse suo figlio. Hilda è corteggiata da Blink Moran, un compatriota, un pugile che si sta preparando a un incontro con il campione francese. Il pugile, innamorato di lei, le propone di sposarlo e Hilda promette di dargli una risposta dopo l'incontro. Assistendo allo scontro, però, lei è così sopraffatta dalla brutalità della professione di Blink che, da Parigi, fugge a Londra dopo aver ricevuto un telegramma da Doreyn, l'uomo di cui era innamorata. Lui la supplica di non compromettere il suo nome, ma poco dopo arriva la notizia che la moglie di Doreyn è morta, lsciando la coppia libera di sposarsi.

## Produzione
Il film fu prodotto dalla 'Flying A' Special (American Film Company).

## Distribuzione
Il copyright del film, richiesto dalla American Film Co., Inc., fu registrato il 12 febbraio 1920 con il numero LP14737.
Distribuito dalla Pathé Exchange, il film uscì nelle sale cinematografiche statunitensi nell'aprile 1920. Non si conoscono copie ancora esistenti della pellicola che viene considerata presumibilmente perduta.